# European Roma Rights Centre
Il Centro europeo per i diritti dei rom (European Roma Rights Centre, ERRC ) è un'organizzazione non governativa, guidata dai rom, volta a combattere il razzismo antizigano e le violazioni dei diritti umani nei confronti dei rom. L'approccio dell'ERRC prevede, in particolare, contenziosi strategici, patrocinio internazionale, ricerca e sviluppo di politiche, produzione di notizie incentrata sui diritti umani e formazione degli attivisti rom. L'ERRC è membro della Federazione internazionale dei diritti umani di Helsinki e ha uno statuto consultivo con il Consiglio d'Europa, e con il Consiglio economico e sociale delle Nazioni Unite . L'organizzazione è stata creata nel 1996 a Budapest, in Ungheria, e ora ha sede a Bruxelles, in Belgio.
L'ERRC ha prodotto il rapporto "I Rom in un'Unione europea allargata" che è uno dei documenti politici più influenti sui Rom fino ad oggi, pubblicato dalla Direzione Generale per l'Occupazione e gli Affari Sociali della Commissione Europea. L'ERRC ha influenzato l'allargamento dell'Unione europea facendo pressione sui paesi candidati affinché rispettino i criteri di Copenaghen e assicurando che la situazione dei Rom sia una questione prioritaria. L'ERRC riferisce spesso ai comitati delle Nazioni Unite come il comitato per l'eliminazione della discriminazione razziale (CERD) o il comitato per l'eliminazione della discriminazione nei confronti delle donne (CEDAW) sulla situazione dei rom. Una delle funzioni più importanti dell'ERRC è formare gli attivisti rom su quali linee di azione intraprendere. L'ERRC sta inoltre formando gli attivisti per i diritti dei rom ad esercitare i loro diritti come strumento per combattere la discriminazione.
L'ERRC ha vinto casi contro Francia, Grecia, Italia e (due volte) Bulgaria davanti al Comitato europeo dei diritti sociali; oltre a questo, gli avvocati dell'ERRC hanno rappresentato i ricorrenti in numerosi casi dinanzi alla Corte europea dei diritti dell'uomo, tra cui DH e altri c. Repubblica ceca e Oršuš e altri c. Croazia
Fin dalla sua istituzione, l'ERRC ha preso in esame oltre 1000 casi relativi ai diritti dei rom e attualmente ha oltre 100 cause pendenti in tribunali nazionali e internazionali.
Nel 2016 l'ERRC è diventato un'organizzazione a maggioranza rom e nel 2018 ha lanciato la sua sezione di volontariato  ERRC Roma Rights Defenders. .
L'ERRC ha ricevuto numerosi premi per i diritti umani, tra cui il premio Max van Der Stoel del 2007, il Gruber Prize for Justice del 2009, il Stoccolma Human Rights Prize del 2012 e il Raoul Wallenberg Award del 2018.